# 雷普·汤恩
埃尔莫尔·鲁阿尔·“雷普”·汤恩（英語：Elmore Rual "Rip" Torn，1931年2月6日—2019年7月9日），美国舞台劇、电影和电视演员。
雷普因为在1983年的电影《十字溪流》中的角色赢得了1983年奥斯卡奖的最佳男配角提名。他在拉里·桑德斯秀饰演制作人阿蒂，连续六次获得艾美奖喜剧类最佳男配角提名，并最终于1996年获奖。同时，他也因为这个角色赢得了美国喜剧搞笑奖，和两个CableACE奖项，在1997年还获得了一个卫星奖。经典角色还有同时期出演的《黑衣人》中MIB总部的Zed探长，并在2002年的续集《黑衣人2》中继续出演该角色。